# Frankie Miller (countryzanger)
Frankie Miller (Victoria (Texas), 17 december 1931) is een Amerikaans countryzanger en songwriter. Hij bracht tussen 1950 tot 1961 muziek uit en had vijf noteringen in de Hot Country Singles.

## Biografie
Miller leerde gitaar spelen van zijn broer Norman. Rond de tijd dat hij studeerde voor een associate degree aan het junior college van Victoria, formeerde hij de band Drifting Texans en begon hij met uitzendingen voor het lokale Texaanse radiostation KNAL.
In 1950 kreeg hij een platencontract bij het label Guilt Edge in Houston. In deze tijd bracht hij een aantal eigen liedjes uit, waaronder I'm getting rid of you en I don't know. Vervolgens ging hij in dienst tijdens de Koreaanse Oorlog en kwam hij terug met een Bronze Star.
In 1954 tekende hij een contract met Columbia Records. Zijn terugkeer liep echter samen met de Britse invasie van rock-'n-roll en van de tientallen liedjes die hij uitbracht belandde er geen enkele in de hitlijsten. Desondanks bleef hij toeren en verscheen hij geregeld in programma's als Louisiana Hayride en Big D Jamboree.
Uiteindelijk lukte het hem in 1958 weer om een contract te teken, ditmaal bij het label Starday van Don Pierce. Vijf singles kwamen in Billboards Hot Country Singles terecht, waaronder Black land farmer die ook in de Billboard Hot 100 belandde. Miller was het toeren en het wachten op een echte doorbraak echter beu en stapte uit de muziekwereld; hij ging verder met een baan bij een Chrysler-dealer.
In de jaren tachtig bracht het Duitse label Bear Family drie albums van hem opnieuw uit. Verder nam hij rond de eeuwwisseling nog in beperkte mate enkele platen op.

## Discografie

### Albums
| Jaar | Titel                                                                       |
| ---- | --------------------------------------------------------------------------- |
| 1961 | Country music's new star                                                    |
| 1962 | The true country style of Frankie Miller                                    |
| 1963 | The fine country singing of Frankie Miller                                  |
| 1965 | Blackland farmer                                                            |
| 1999 | Comeback                                                                    |
| 2006 | Family man                                                                  |
| 2008 | Live at the Louisiana hayride                                               |
| 2008 | Blackland farmer: the complete starday recordings (Bear Family, heruitgave) |

### Singles
| Jaar | Titel                                                        | Hot Country Songs              |
| ---- | ------------------------------------------------------------ | ------------------------------ |
| 1955 | Hey where ya goin' / It's no big thing to me                 |                                |
| 1955 | You don't show me much / You're crying on my shoulder again  |                                |
| 1955 | Paid in full / My wedding song for you                       |                                |
| 1955 | Paint, powder and perfume / What you do from now on          |                                |
| 1955 | I don't know why I love you / Day by day                     |                                |
| 1959 | Black land farmer / True blue                                | #5                             |
| 1959 | Poppin' Johnny / Family man                                  | #7                             |
| 1960 | The money side of life / Reunion (With dinner on the ground) |                                |
| 1960 | Baby rocked her dolly / Rain rain                            | #15                            |
| 1960 | Strictly nothin' / Young widow Brown                         |                                |
| 1961 | I'll write to you / Richest poor boy                         |                                |
| 1961 | Lookin' around downtown / A little bit later                 |                                |
| 1961 | The cat and the mouse / It's not easy                        |                                |
| 1961 | Black land farmer (heruitgave)                               | #16 (#82 in Billboard Hot 100) |
| 1962 | Gotta win my baby back again / Picture at St. Helene         |                                |
| 1963 | A little south of Memphis / Too hot to handle                | #34                            |
| 1964 | Fifteen acres of peanut land / Out of this world             |                                |
| 1964 | It took a lot of love / Mean old greyhound                   |                                |
| 1965 | Big talk of the town / I can almost forget                   |                                |
| 1965 | Bringing Mary home / Country music who's who                 |                                |
| 1966 | Charlie's got a good thing going / Tough road to hoe         |                                |
| 1967 | Fickle hand of fate / She's my antibiotic                    |                                |

- Bibliothèque nationale de France: cb138975226 (data)
- Gemeinsame Normdatei: 1190165317
- International Standard Name Identifier: 0000 0003 8700 3935
- Library of Congress Control Number: n95074101
- MusicBrainz: 0e393095-4ca9-4e09-96db-46a90d7dcc35
- Système universitaire de documentation: 079489842
- Virtual International Authority File: 100314370
- WorldCat: E39PBJbCPft3wP4PTxCmmG46rq